# Anopheles inundatus
Anopheles inundatus este o specie de țânțari din genul Anopheles, descrisă de Bianca L. Reinert în anul 1997. Conform Catalogue of Life specia Anopheles inundatus nu are subspecii cunoscute.